# 건식 인쇄
건식 인쇄(xerography)는 기존의 용액을 사용하는 청사진이나 백사진법과 다르게 건조하게 복사하는 기법이다. 유명 복사기 회사의 이름인 제록스는 여기서 따온 것이다. 